# チャーリー・ラウズ
チャーリー・ラウズ（Charlie Rouse、1924年4月6日 ワシントンD.C. – 1988年11月30日）は、アメリカ合衆国のハード・バップ・ジャズのテナー・サクソフォーン奏者でフルート奏者。

## 略歴
1959年から1970年までセロニアス・モンクのカルテットと活動する。その間モンクの側近中の側近だったことから、大きな影響力を持つようになった。その後はモンクへのトリビュート・バンド「スフィア（Sphere）」の創設メンバーとして知られるようになった。マル・ウォルドロンのクィンテットとも共演している。演奏中のラウズはほとんど直立不動で、真直ぐ先を見据えており、厳めしい印象を与えた。
シアトルの大学病院において肺がんのために他界した。64歳であった。奇しくも同日、モダン・ジャズの巨星たちの庇護者として知られたパノニカ・ドゥ・コーニグズウォーターがニューヨークに没している。
小惑星10426番は、発見者であるアメリカ合衆国の科学者・天文学者ジョー・モンターニによって、チャーリーラウズ（Charlierouse）と命名された。モンクとラウズの愛好家であったモンターニは、ちなみに以前にも小惑星11091番にセロニアスと名付けている。いずれも小惑星帯の中にあり、公転周期は約4年である。

### 所属
- ビリー・エクスタイン楽団 （1944年）
- ディジー・ガレスピー・ビッグバンド （1945年）
- デューク・エリントン楽団 （1949年 – 1950年）
- カウント・ベイシー・オクテット （1950年）
- オスカー・ペティフォード・セクステット （1955年）
- セロニアス・モンク・カルテット （1959年 – 1970年）

## ディスコグラフィ

### リーダー・アルバム
- 『ザ・チェイス・イズ・オン』 - The Chase Is On (1957年、Bethlehem) ※with ポール・クイニシェット
- 『ジャスト・ウェイリン』 - Just Wailin' (1958年、New Jazz) ※with ハービー・マン、ケニー・バレル、マル・ウォルドロン
- Takin' Care of Business (1960年、Jazzland)
- 『ヤー!』 - Yeah! (1960年、Epic) ※アルバム『Unsung Hero』にボーナストラックを加えてリリース
- 『ウィ・ペイド・アワ・デューズ』 - We Paid Our Dues (1961年、Epic) ※セルダン・パウエルとのシェアLP
- 『ボサ・ノヴァ・バッカナル』 - Bossa Nova Bacchanal (1962年、Blue Note)
- 『トゥー・イズ・ワン』 - Two Is One (1973年、Strata-East)
- 『シナモン・フラワー』 - Cinnamon Flower (1977年、Casablanca) ※アルバム『Brazil』 (Douglas Records)としてもリリース
- 『モーメンツ・ノーティス』 - Moment's Notice (1977年、Storyville)
- Social Call (1984年、Uptown) ※with レッド・ロドニー
- 『ジ・アッパー・マンハッタン・ジャズ・ソサエティ』 - The Upper Manhattan Jazz Society (1985年、Enja) ※1981年音源
- Playin' In The Yard  (1987年、Steam) ※with スタン・トレイシー・カルテット
- 『モンクに捧ぐ チャーリー・ラウズ・ラスト・コンサート』 - Epistrophy (1988年、Landmark)
- Soul Mates (1993年、Uptown) ※with サヒブ・シハブ。1988年音源

レ・ジャズ・モード／ル・モード／ジャズ・モーズ (ジュリアス・ワトキンス)
- 『ジャズヴィル vol.1』 - Jazzville Vol. 1 (1956年、Dawn) ※ジーン・クイル-ディック・シャーマン・クインテットとのシェアLP
- 『レ・ジャズ・モード』 - Les Jazz Modes (1956年、Dawn)
- 『ムード・イン・スカーレット』 - Mood in Scarlet (1957年、Dawn)
- 『モスト・ハッピー・フェラ』 - The Most Happy Fella (1958年、Atlantic)
- The Jazz Modes (1959年、Atlantic)

スフィア
- 『フォア・イン・ワン』 - Four in One (1982年、Elektra/Musician)
- Flight Path (1983年、Elektra/Musician)
- Sphere On Tour (1985年、Red)
- Live at Umbria Jazz (1986年、Red) ※後に『Pumpkin's Delight』として再発
- Four for All (1987年、Verve)
- Bird Songs (1988年、Verve)

### 参加アルバム
デイヴ・ベイリー
- 『ゲッティン・イントゥ・サムシング』 - Gettin' Into Somethin' (1961年、Epic)

クリフォード・ブラウン
- 『クリフォード・ブラウン・メモリアル・アルバム』 - Memorial Album (1953年、Blue Note)

ドナルド・バード
- 『バード・イン・ハンド』 - Byrd in Hand (1959年、Blue Note)

ベニー・カーター
- 『ファーザー・ディフィニションズ』 - Further Definitions (1961年、Impulse)

ソニー・クラーク
- 『リーピン・アンド・ローピン』 - Leapin' and Lopin' (1961年、Blue Note)

アート・ファーマー
- 『アート・ファーマー・セプテット』 - The Art Farmer Septet (1953–1954年、Prestige)

ジョー・ゴードン
- 『イントロデューシング・ジョー・ゴードン』 - Introducing Joe Gordon (1954年、EmArcy)

ベニー・グリーン
- 『ベニー・グリーン・ブロウズ・ヒズ・ホーン』 - Bennie Green Blows His Horn (1955年、Prestige)
- 『バック・オン・ザ・シーン』 - Back on the Scene (1958年、Blue Note)

ハンク・ジョーンズ
- 『グルーヴィン・ハイ』 - Groovin' High (1978年、Muse)

デューク・ジョーダン
- 『危険な関係のブルース』 - Les Liaisons Dangereuses (1962年、Charlie Parker records)
- 『デュークス・ディライト』 - Duke's Delight (1975年、SteepleChase)

セロニアス・モンク
- 『セロニアス・モンク・オーケストラ・アット・タウン・ホール』 - The Thelonious Monk Orchestra at Town Hall (1959年、Riverside)
- 『5バイ・モンク・バイ5』 - 5 by Monk by 5 (1959年)
- 『セロニアス・モンク・アット・ブラックホーク』 - Thelonious Monk at the Blackhawk (1960年、Riverside)
- Monk in France (1961年、Riverside)
- 『セロニアス・モンク・イン・イタリー』 - Thelonious Monk in Italy (1963年、Riverside) ※1961年録音
- 『モンク・イン・コペンハーゲン』 - Monk in Copenhagen (1961年)
- 『クリス・クロス』 - Criss Cross (1962年、Columbia)
- 『モンクス・ドリーム』 - Monk's Dream (1963年、Columbia)
- Monterey Jazz Festival '63 (1963年)
- Big Band / Quartet In Concert (1963年、Columbia)
- 『イッツ・モンクス・タイム』 - It's Monk's Time (1964年、Columbia)
- 『モンク』 - Monk. (1964年、Columbia)
- 『ライヴ・アット・ジ・イット・クラブ』 - Live at the It Club (1964年、Columbia)
- 『ライヴ・アット・ザ・ジャズ・ワークショップ』 - Live At The Jazz Workshop (1964年、Columbia)
- Monk In Paris (1965年)
- Olympia, 6 Mars 1965 (1965年)
- Olympia, 7 Mars 1965 (1965年)
- Paris At Midnight (1965年)
- 『ストレイト・ノー・チェイサー』 - Straight, No Chaser (1966年、Columbia)
- The Nonet – Live! (1967年)
- 『アンダーグラウンド』 - Underground (1968年、Columbia)
- 『モンクス・ブルース』 - Monk's Blues (1969年、Columbia)
- 『アット・ニューポート 1963&1965』 - At Newport 1963 and 1965 (2002年) ※1963年、1965年録音

オスカー・ペティフォード
- Oscar Pettiford (1954年、Bethlehem)

ルイ・スミス
- 『スミスヴィル』 - Smithville (1958年、Blue Note)

アート・テイラー
- 『テイラーズ・ウェイラーズ』 - Taylor's Wailers (1957年、Prestige)
- 『テイラーズ・テナーズ』 - Taylor's Tenors (1959年、Prestige New Jazz)

マル・ウォルドロン
- The Git Go – Live at the Village Vanguard (1986年、Soul Note)
- The Seagulls of Kristiansund (1986年、Soul Note)